# Louis Riboulet
Louis Riboulet (Saint-Alban-d'Ay, 15 de enero de 1871 — 1944) fue un pedagogo escritor y profesor de Filosofía en Notre-Dame de Valbenoîte, de origen francés.

## Vida y enseñanzas
Riboulet hizo sus primeros estudios en el colegio de los Hermanos Maristas en su patria. En 1886 entró en el seminario de la misma congregación religiosa en Saint-Genis-Laval, y tres años después, obtiene el título de maestro de escuela, examinando el estado. Dada la invitación, la voluntad, en enero de 1890, a América del Norte, donde permanece hasta 1914.
Le valió mucho, por su formación de los docentes, de investigación y educativos observaciones realizadas durante este período en la ciudad de Iberville, ubicada en la región de Montérégie de Quebec, Canadá, y los Estados Unidos. La aplicación de los estudios intensamente, se graduó en el Instituto de Estudios Científicos de la Universidad de Nueva York. Movilizado de nuevo a Francia en 1914 y, años más tarde, vuelve a la enseñanza, la práctica de sus actividades en el Colegio de Notre Dame de Valbenoîte en Saint-Étienne. En 1925 publicó cinco volúmenes de la Historie de la Pédagogie, obra premiada por la Academia Francesa al año siguiente. Seguido Psychologie appliquée à l' Éducation, Conseils sur le Travail intellectuel, La Discipline Préventive et ses Éléments Essentiels y Méthodologie Générale. Como obra póstuma, apareció L' Eglise et l'Éducation de l' ere Chrétienne au XIV Siecle.
Riboulet era contrario a expedientes tradicionales de educación vigente en ese momento, que incluía el castigo físico a los estudiantes que no tienen un buen rendimiento académico.
Louis Riboulet todavía encontró tiempo para actuar como columnista en varias revistas y la educación, entre ellos los prestigiosos Bulletin des Études, Revue Catéchistique y Revue Belge de Pédagogie.

## Obras
- Conseils sur le Travail Intellectuel: aux Étudiants et aux Jeunes Maîtres
- Historie de la Pédagogie
- L'Eglise et l'Éducation de l'Ère Chrétienne au XIV Siècle
- La Discipline Préventive et ses Éléments Essentiels
- Manuel de Psychologie Appliquée à l'Éducation
- Pédagogie Générale
- Méthodologie Générale

- Datos: Q3044303